# Réning
Réning är en kommun i departementet Moselle i regionen Grand Est (tidigare regionen Lorraine) i sydvästra Frankrike. Kommunen ligger i kantonen Albestroff som tillhör arrondissementet Château-Salins. År 2022 hade Réning 129 invånare.

## Befolkningsutveckling
Antalet invånare i kommunen Réning
| Referens: INSEE |